# 奥特莱斯山

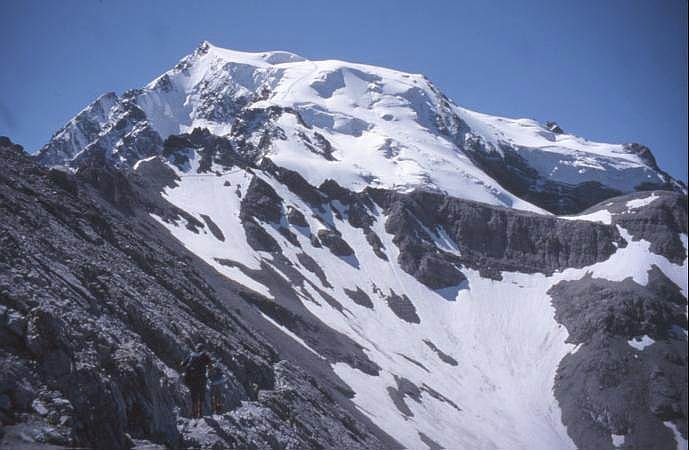

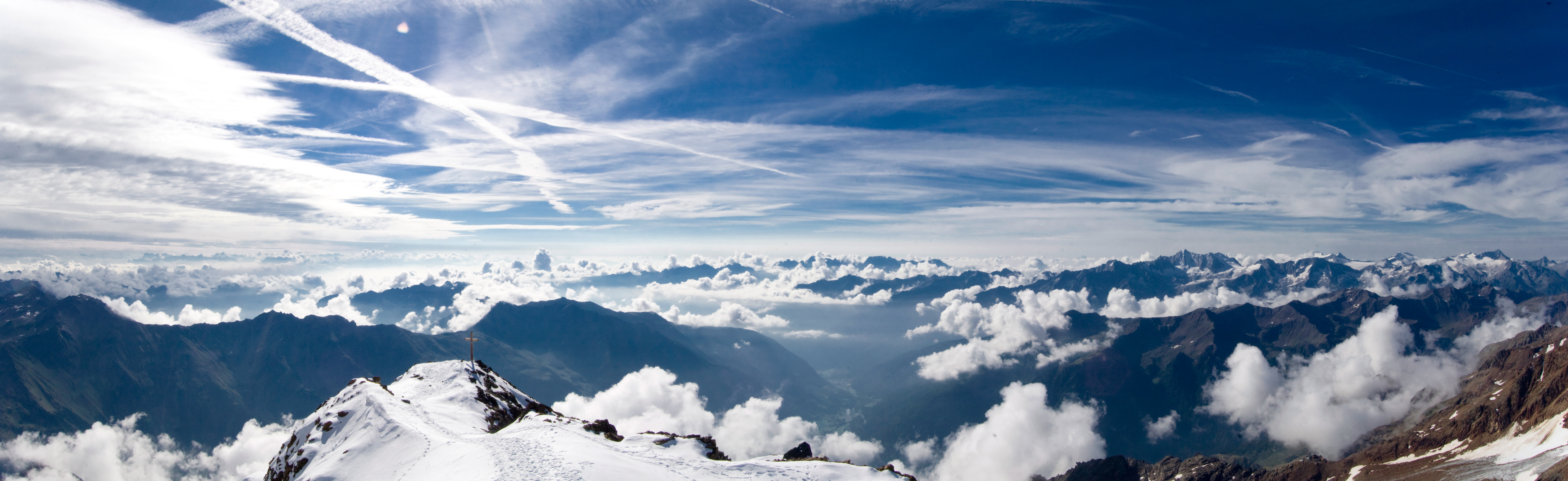

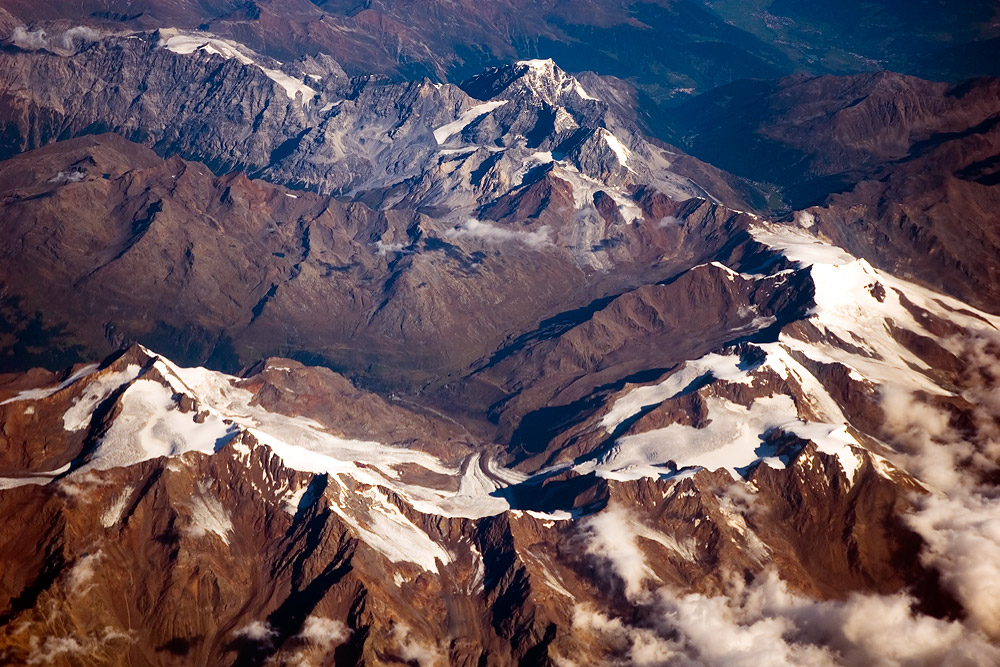

奥特莱斯山是歐洲的山脈，是南石灰岩山脉的一部分，橫跨意大利的博尔扎诺-上阿迪杰自治省、特倫托自治省、松德里奧省和瑞士的格勞賓登州，最高點海拔高度3,905米。